# 烟台港

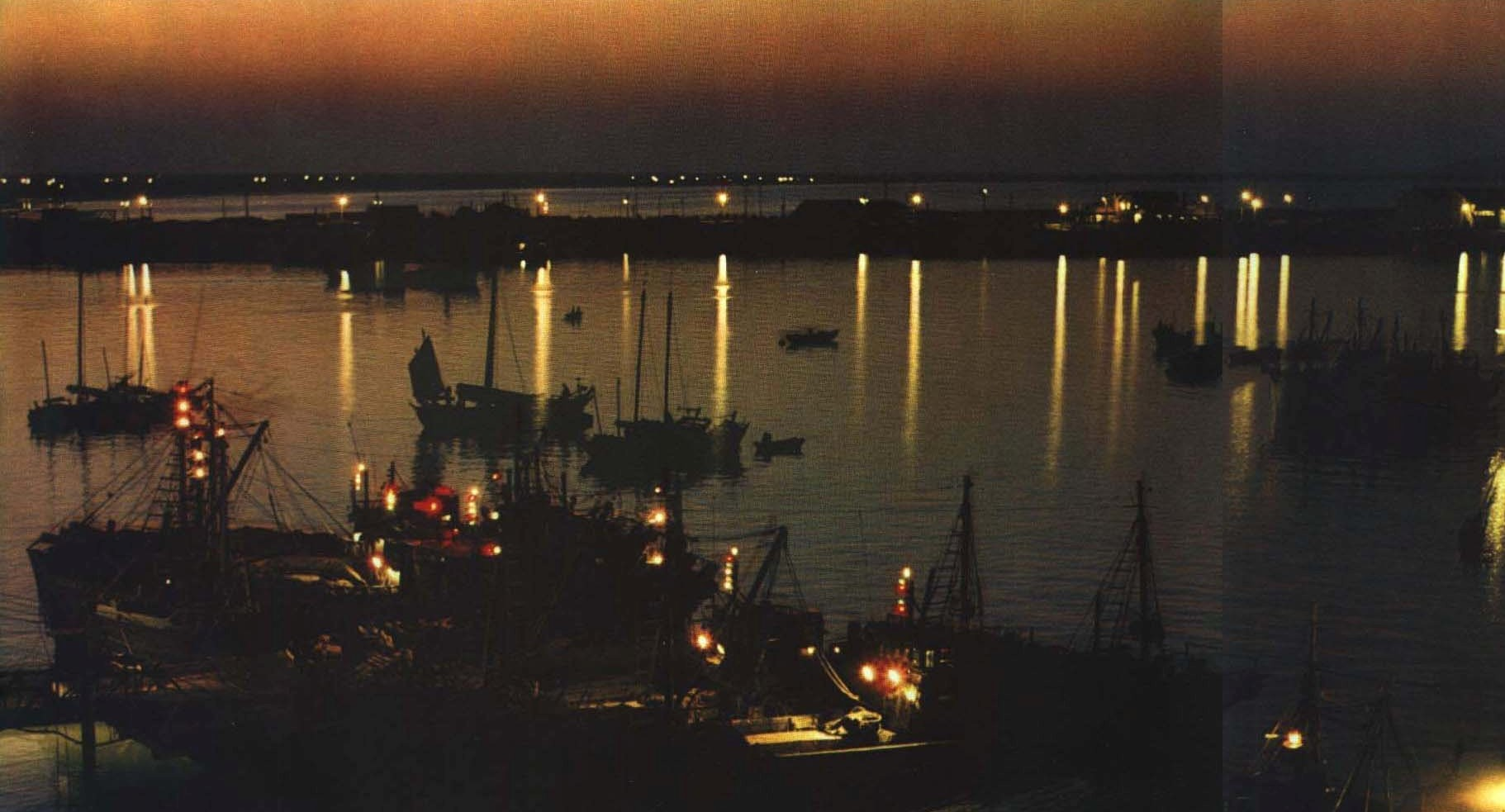
1964年 烟台港夜色

烟台港位于中华人民共和国山东省煙台市，山东半岛的芝罘湾，建于1861年，与市区相连，相成屏障，隔海与辽东半岛相望，与日本、韩国相对，于国际经济圈的核心地带。

## 港区分布
- 芝罘湾港区：

承担能源进口、矿石分拨、集装箱中转
- 西港区

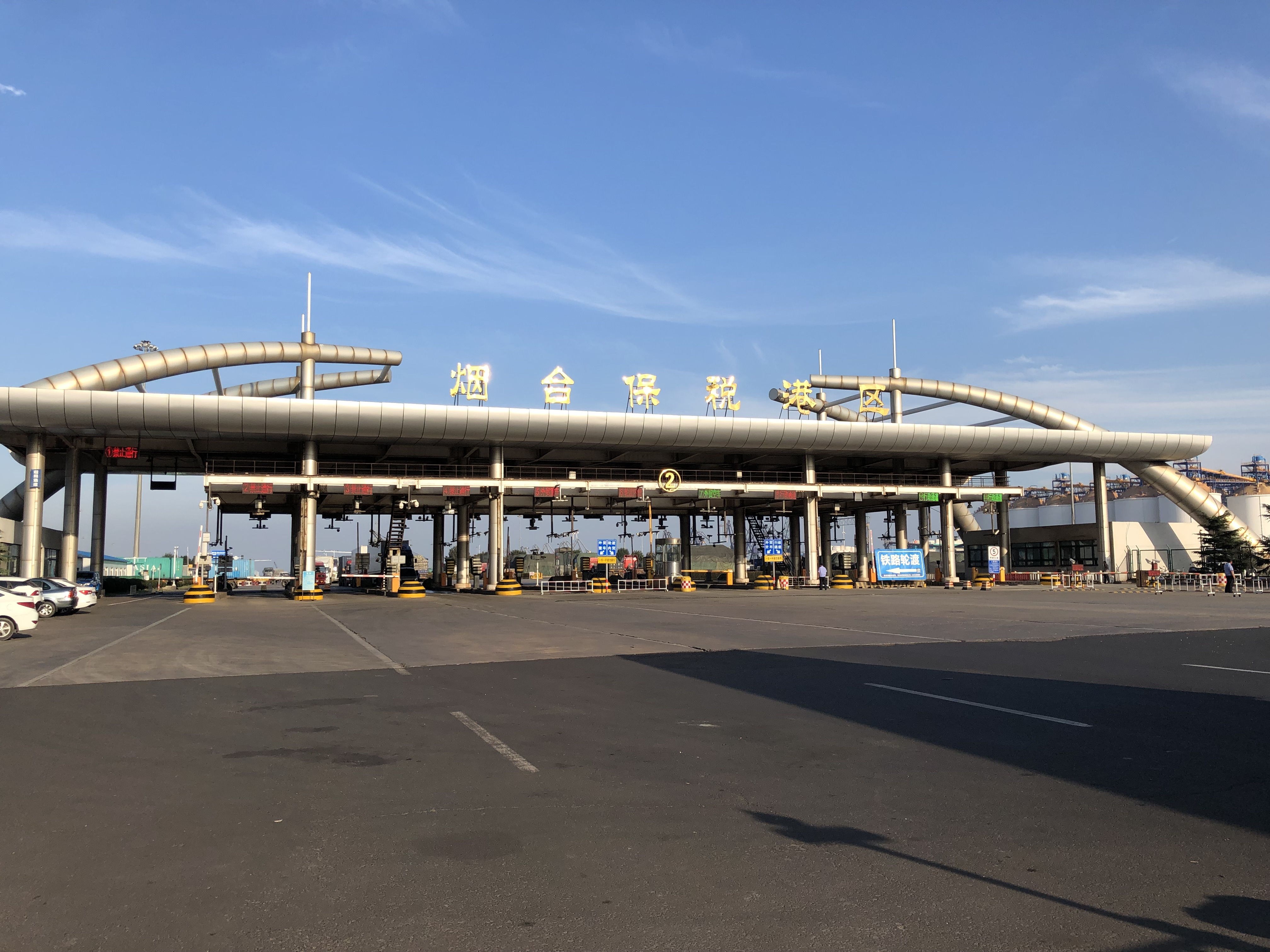
烟台港保税区

已建成3个3—10万吨级的液化油品码头和216万立方米的储罐设施；2015年底，将力争建成投产4个10万吨级油品码头和30万吨级原油码头。其中，西港区大型矿石码头已于2013年8月试投产运营。承担煤炭下水、化肥出口、对非进出口业务。
- 龙口港区

2014年完成煤炭吞吐量1426.6万吨。
- 蓬莱港区
- 莱州港区

## 交通设施

### 铁路
- 德龙烟铁路（德大铁路、大莱龙铁路、龙烟铁路，连接烟台港口的芝罘湾港区、龙口港区、西港区、蓬莱港区、莱州港区。

烟台港正参与构建由中韩铁路轮渡—德龙烟铁路—石太铁路—太中银铁路—兰新铁路所构成的跨境欧亚大陆桥建设。

### 航空
烟台蓬莱国际机场，距西港区仅为8公里

### 管道
烟台港与中海油合资建设的西港区至淄博540公里长输管道，沿途经六市，15个县级行政区，设计年输送1500万吨燃料油，兼顾远期年输送2000万吨原油能力，目前主体工程基本完工，将于2015年内投入运营。

## 历史
2023年8月13日，烟台港口岸国际客运航线恢复通航，首个恢复的航线为“烟台至韩国平泽”。